# Ospedale militare
L'ospedale militare è un ospedale che riserva di norma l'assistenza sanitaria agli appartenenti alle forze armate. È generalmente costituito da un complesso architettonico in cui personale militare specializzato (ufficiali medici e infermieri militari) fornisce trattamenti per curare pazienti affetti da malattie allo stadio acuto e i feriti in operazioni militari.

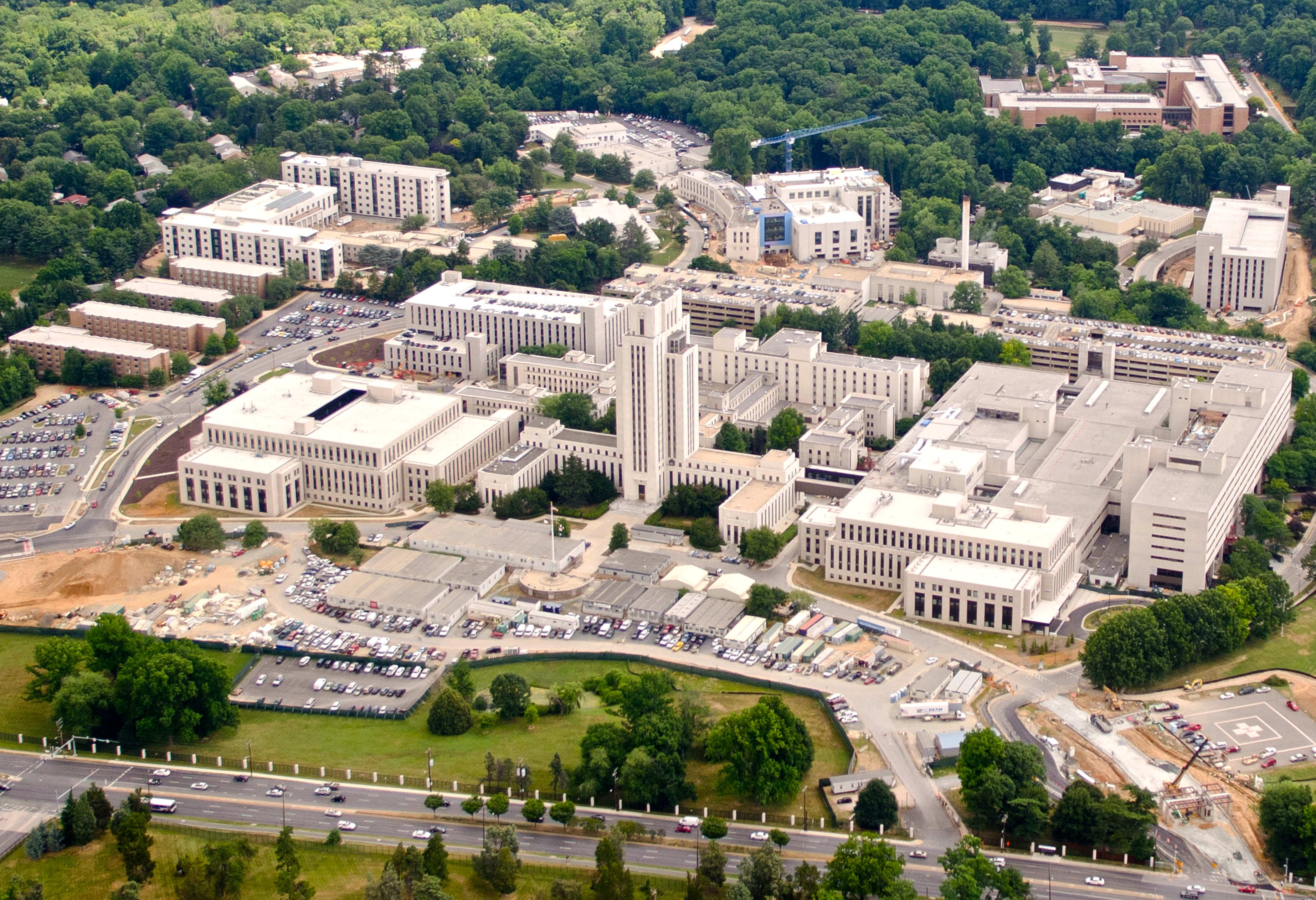
Il Bethesda Naval Hospital della Marina USA

Ci sono poi gli "ospedali militari da campo", strutture sanitarie, di solito mobili, attrezzate in aree di guerra, di operazioni militari in genere, ma anche per emergenze di protezione civile. In alcuni paesi come Gran Bretagna e Germania, gli ospedali militari sono stati dismessi e i militari vengono ricoverati in ali a loro destinate degli ospedali civili.

## Storia

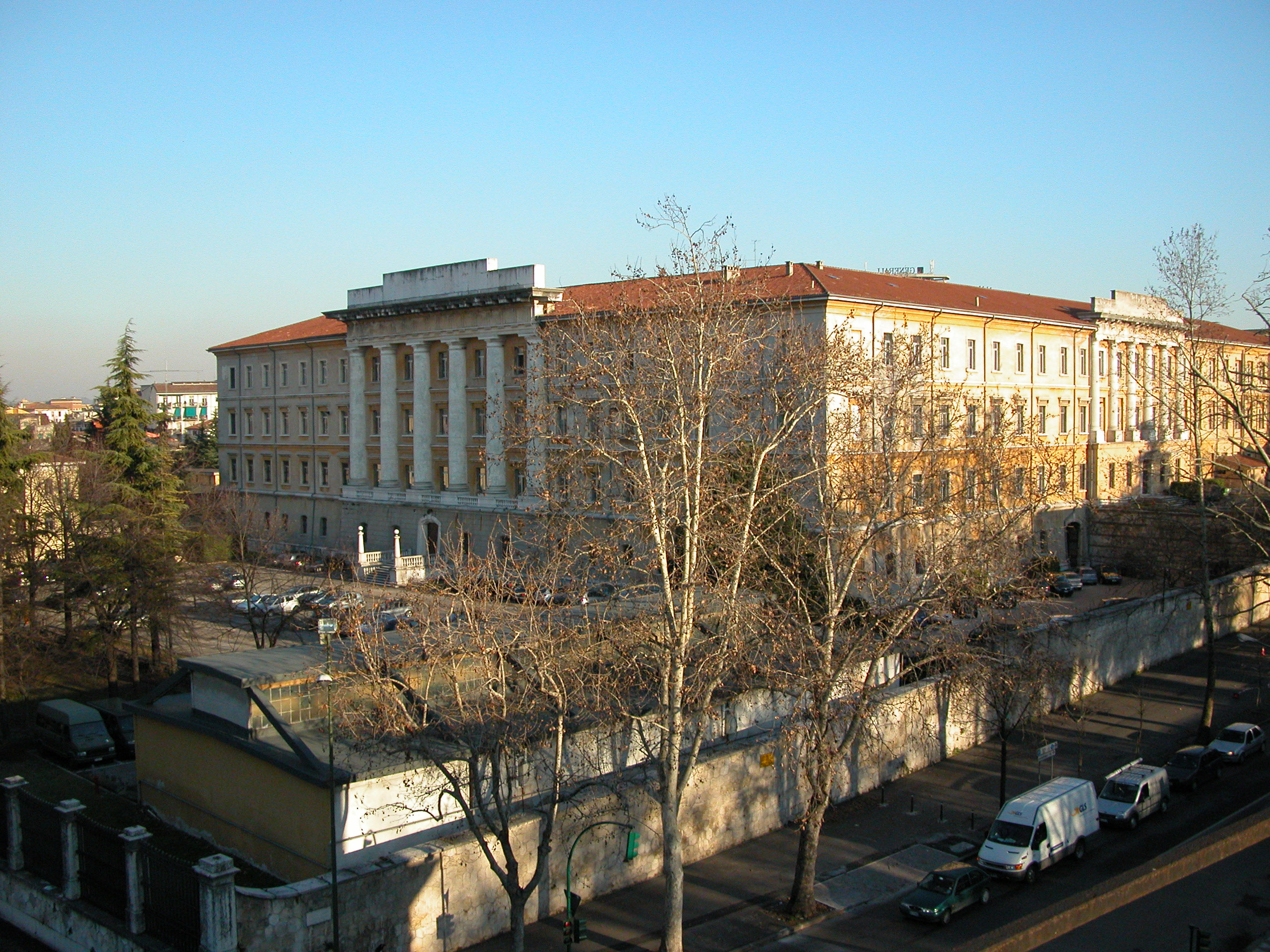
L'ospedale militare di Verona

Il primo ospedale militare, stabilimento destinato esclusivamente al ricovero e alla cura dei militari malati e feriti, fu aperto dai francesi a Pinerolo nel 1629, durante l'assedio della città di Casale, per consiglio e opera del cardinale Richelieu..

### In Italia
Nel Regno di Sardegna, nel 1746 furono costituiti i cosiddetti "ospedali reali", con la creazione della figura di un colonnello sovrintendente. Nel 1831 furono istituiti da Carlo Alberto gli ospedali militari divisionali.
Durante il Regno d'Italia, nel 1891, nacque il principale ospedale militare italiano odierno, l'ospedale militare del Celio, mentre la Regia Marina già nel 1867 istituì l'ospedale di Marina Sant'Anna a Venezia e nello stesso anno quello di Piedigrotta a Napoli, nel 1874 l'ospedale militare di La Spezia, e nel 1913 fu completato l'ospedale principale di Taranto.
Nel corso della prima guerra mondiale furono istituiti 447 ospedali da campo , oltre agli Ospedali militari (Divisionali o d’Armata) e gli ospedali territoriali della C.R.I., presenti su tutto il territorio delle retrovie.
Allo scoppio della seconda guerra mondiale, insieme agli ospedali militari territoriali furono approntati 11 Ospedali attendati da cento letti e 35 Ospedali attendati da cinquanta letti, gestiti dalla CRI. Gli ospedali territoriali furono a Modugno - Brindisi - Lecce - Taranto per il fronte greco albanese, Palermo - Messina - Catania - Siracusa - Agrigento, per quello africano,oltre agli ospedali di Roma - Bologna - Apuania - Massa - Arezzo - Lucca - Grosseto - Pisa - Firenze, per gli altri fronti.
Nel dopoguerra gli ospedali militari sono stati distribuiti per ogni Comando militare territoriale (Comiliter).
Dalla fine degli anni ottanta al 2013, in seguito ad un ampio rinnovamento della organizzazione del Servizio Sanitario Militare, gli ospedali sono stati progressivamente chiusi e oggi sono rimasti in funzione il policlinico militare Celio (interforze) e il centro ospedaliero militare di Milano (E.I.) e il centro ospedaliero militare di Taranto (MARISPEDAL).

### In Francia
- École de médecine navale di Rochefort
- Hôpital militaire di Bitche
- Centre hospitalier di Saint-Denis
- Hôpital militaire Broussais a Nantes
- Hôpital de la Marine a Tolone
- Hôpital Michel-Lévy a Marsiglia

### Negli Stati Uniti
- Walter Reed Army Medical Center, Washington
- Bethesda Naval Hospital, Maryland
- Centro medico militare Womack a Fort Bragg
- Centro medico militare Eisenhower ad Augusta (Georgia)
- Fort Detrick a Frederick (Maryland)